# Literatura da Finlândia

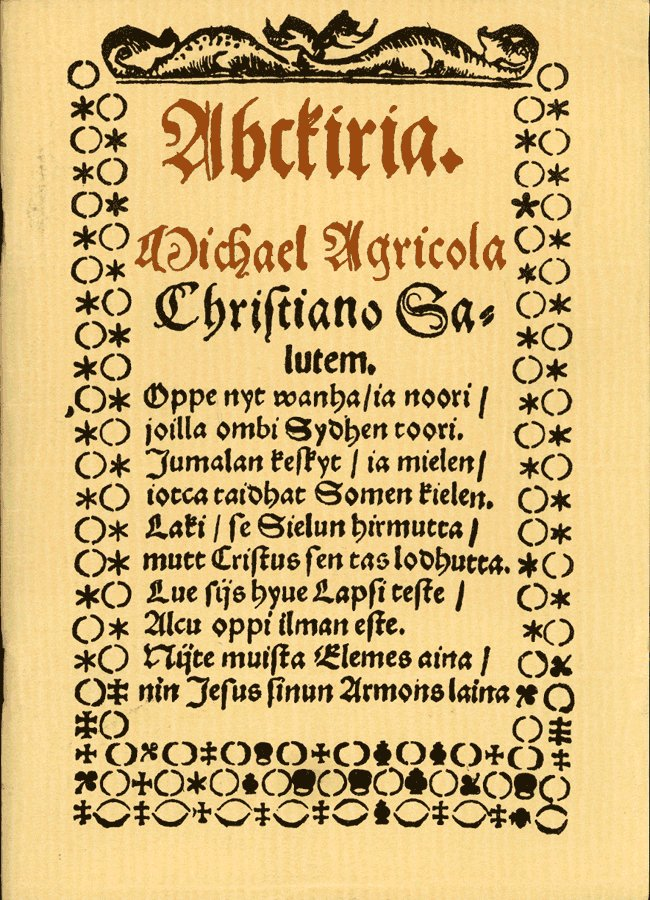
Abckiria
O Livro do Abc, de 1543.

A Finlândia tem 2 línguas nacionais - o finlandês e o sueco - com papéis distintos e complementares na história literária do país.

Em virtude da dominação sueca da Finlândia (ca 1157-1809), quase todos os textos do país foram escritos em sueco durante esse período. Com a dominação russa (1809-1917), a Finlândia ascende a grão-ducado, e a língua finlandesa entra em cena, lado a lado, com a língua sueca.

## Literatura finlandesa
A literatura finlandesa - em finlandês:  Suomen kirjallisuus - tem pouco mais de 100 anos, embora haja a registar uma primeira obra em língua finlandesa em 1543 - o ABCkiria (Livro do ABC), da autoria de Mikael Agricola.

Em 1835, surgiu a obra épica nacional da Finlândia - o poema Kalevala, compilado por Elias Lönnrot.

O primeiro romancista do país foi Aleksis Kivi, que escreveu o romance realista Seitsemän veljestä (Sete irmãos) e o drama popular Nummisuutarit (Os sapateiros da paróquia).

Eino Leino é conhecido como um dos primeiros poetas do país.

Johan Ludvig Runeberg é o poeta nacional da Finlândia, autor de Vänrikki Stoolin tarinat (Estórias do Alferes Stål) e da letra do hino nacional - Maame (em finlandês) e Vårt land (em sueco).

No século XIX, podemos destacar Minna Canth e Eino Leino, para além de Aleksis Kivi.

E no século XX há a salientar Väinö Linna, autor do romance de guerra Tuntematon sotilas (Soldado desconhecido), e Frans Eemil Sillanpää, galardoado com o Prémio Nobel da Literatura em 1939, pelos seus romances populares Nuorena nukkunut (Um jovem dormia) e Miehen tie (O caminho de um homem).

Entre os escritores modernos contemporâneos merecem realce Arto Paasilinna, com as suas sátiras humorísticas, Pirkko Saisio e Sofi Oksanen.
Literatura sueco-finlandesa
A literatura sueco-finlandesa - em sueco:  finlandssvensk litteratur - é um reflexo da produção cultural da minoria finlandesa de língua sueca – os sueco-finlandeses (finlandssvenskar).

Entre os seus expoentes máximos, estão Johan Ludvig Runeberg e Tove Jansson.

No século XX, há a destacar nomes como Edith Södergran, Elmer Diktonius, Bo Carpelan, e Märta Tikkanen.

## Alguns escritores e livros da Finlândia
- Mikael Agricola (1510-1557) – ABCkiria (Livro do ABC)
- Elias Lönnrot (1802-1884) - Kalevala
- Johan Ludvig Runeberg - Vänrikki Stoolin tarinat (Estórias do Alferes Stål) e a letra do hino nacional - Maame (em finlandês) e Vårt land (em sueco)
- Aleksis Kivi (1834-1872) - Seitsemän veljestä (Sete irmãos) e Nummisuutarit (Os sapateiros da paróquia)
- Minna Canth (1844-1897) - Työmiehen vaimo (A mulher do trabalhador)
- Juhani Aho (1861-1921)
- Anni Swan (1875-1958)
- Eino Leino (1878-1926)
- Frans Eemil Sillanpää (1888-1964) - Nuorena nukkunut (Silja)
- Mika Waltari (1908-1979) - Sinuhe egyptiläinen (O egípcio)
- Tove Jansson (1914-2001)
- Anni Polva (1915-2003)
- Väinö Linna (1920-1992)- Tuntematon sotilas (Soldado desconhecido)
- Paavo Haavikko (1931-2008)
- Arto Paasilinna (1942-) - Jäniksen vuosi (O ano da lebre)
- Hannelle Huovis (1949-)
- Mauri Kunnas (1950-)
- Sinikka (1953-)
- Tiina Nopola (1955-)
- Rosa Liksom (1958-) - Tyhjän tien paratiisit (Os Paraísos do Caminho Vazio)
- Aino Havukainen (1968-)
- Sami Toivonen (1971-)
- Sofi Oksanen (1977-) - Stalinin lehmät (As vacas de Estaline) e Puhdistus (Purga; Expurgo)

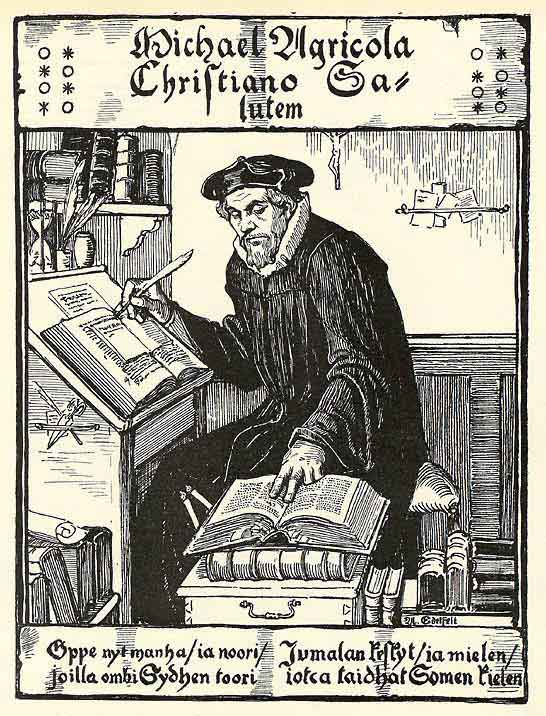
Mikael Agricola
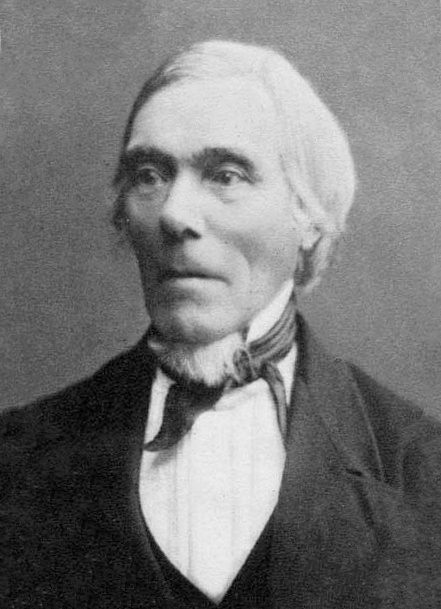
Elias Lönnrot
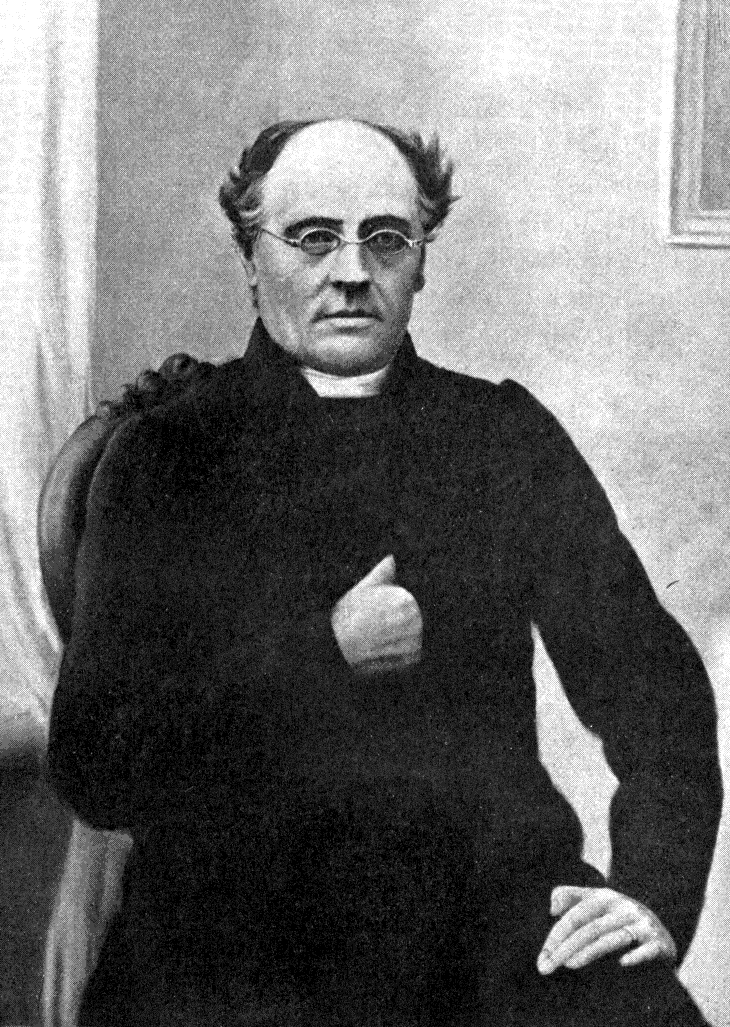
Johan Ludvig Runeberg
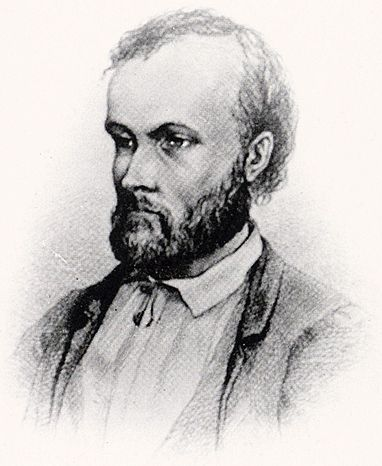
Aleksis Kivi
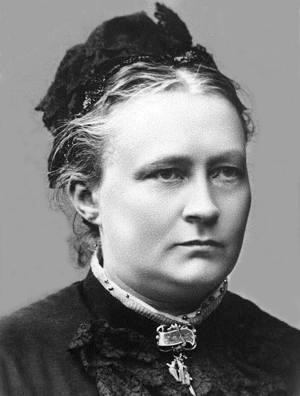
Minna Canth
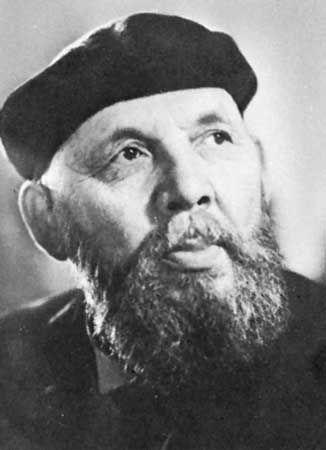
Frans Eemil Sillanpää
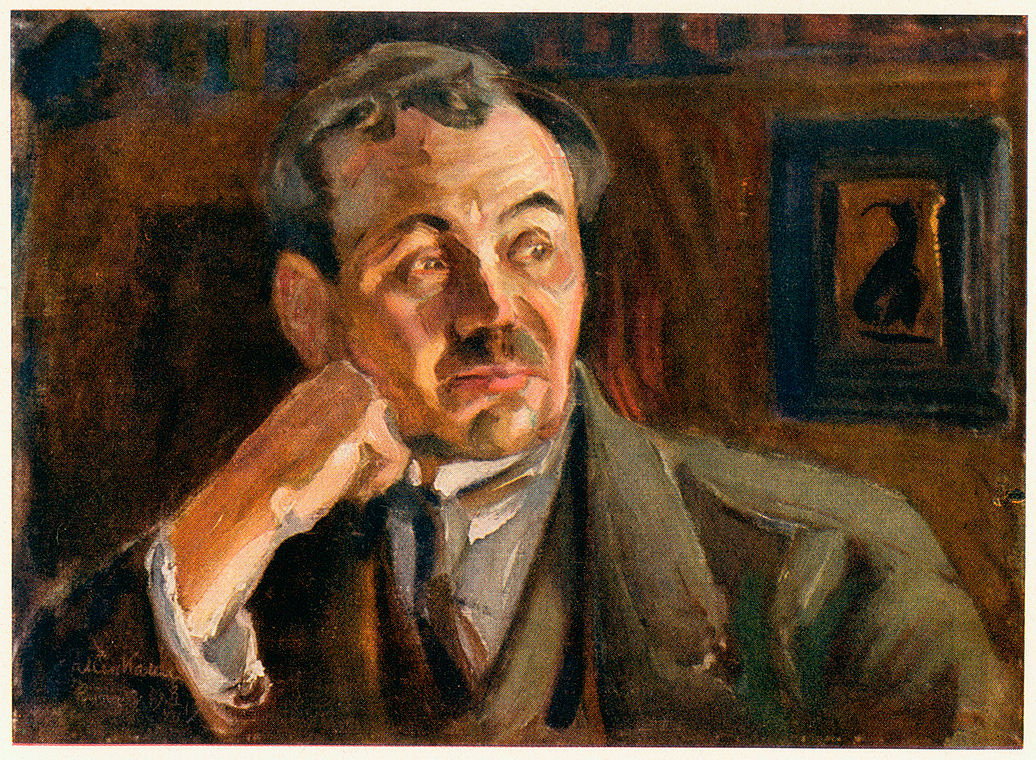
Eino Leino
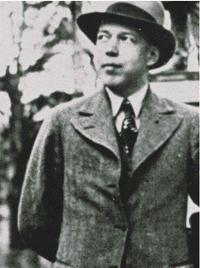
Mika Waltari
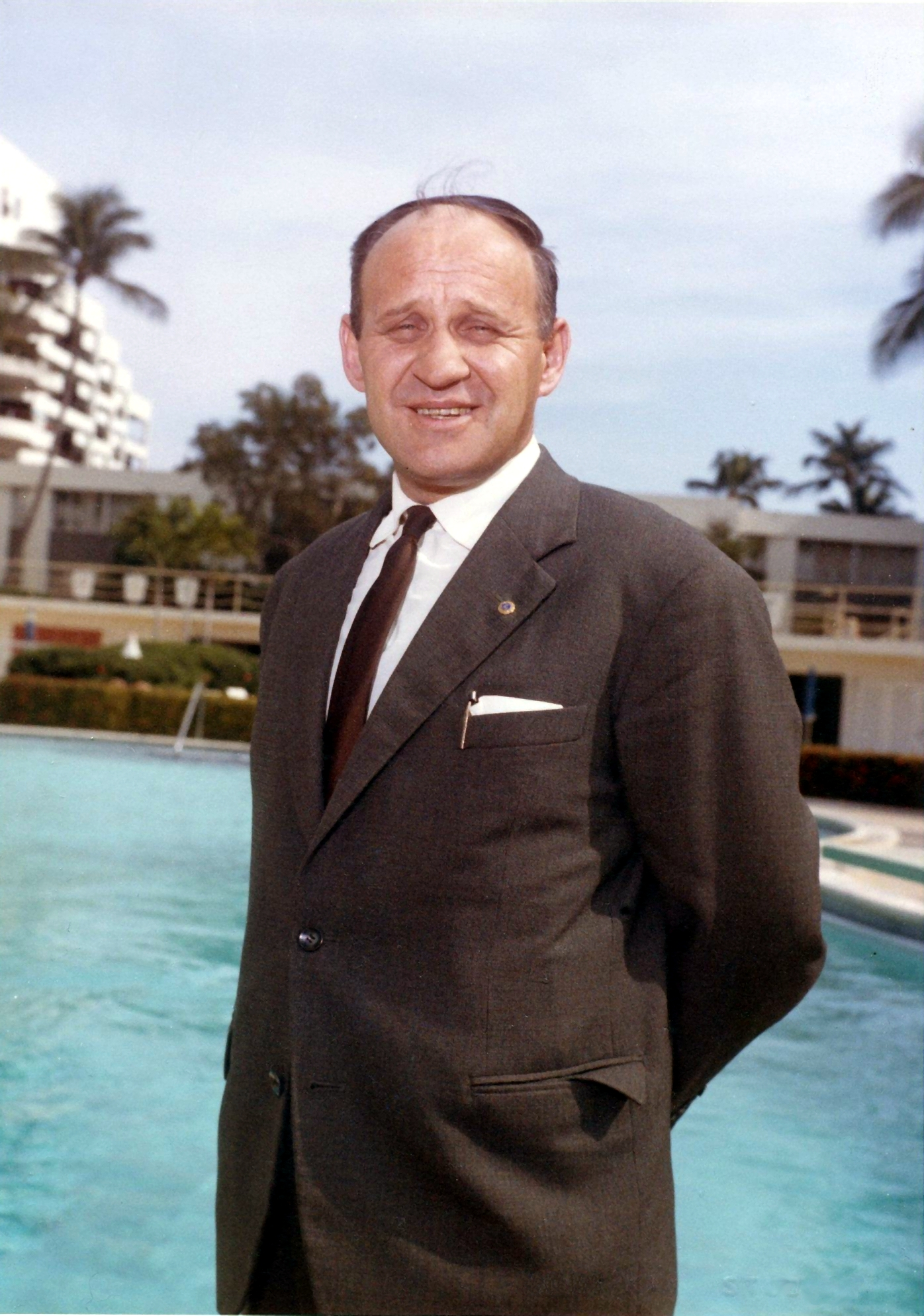
Väinö Linna
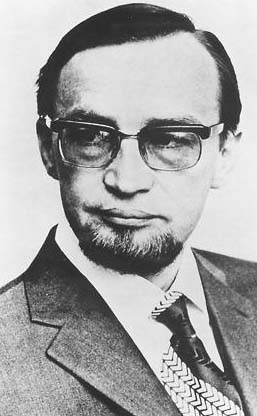
Paavo Haavikko
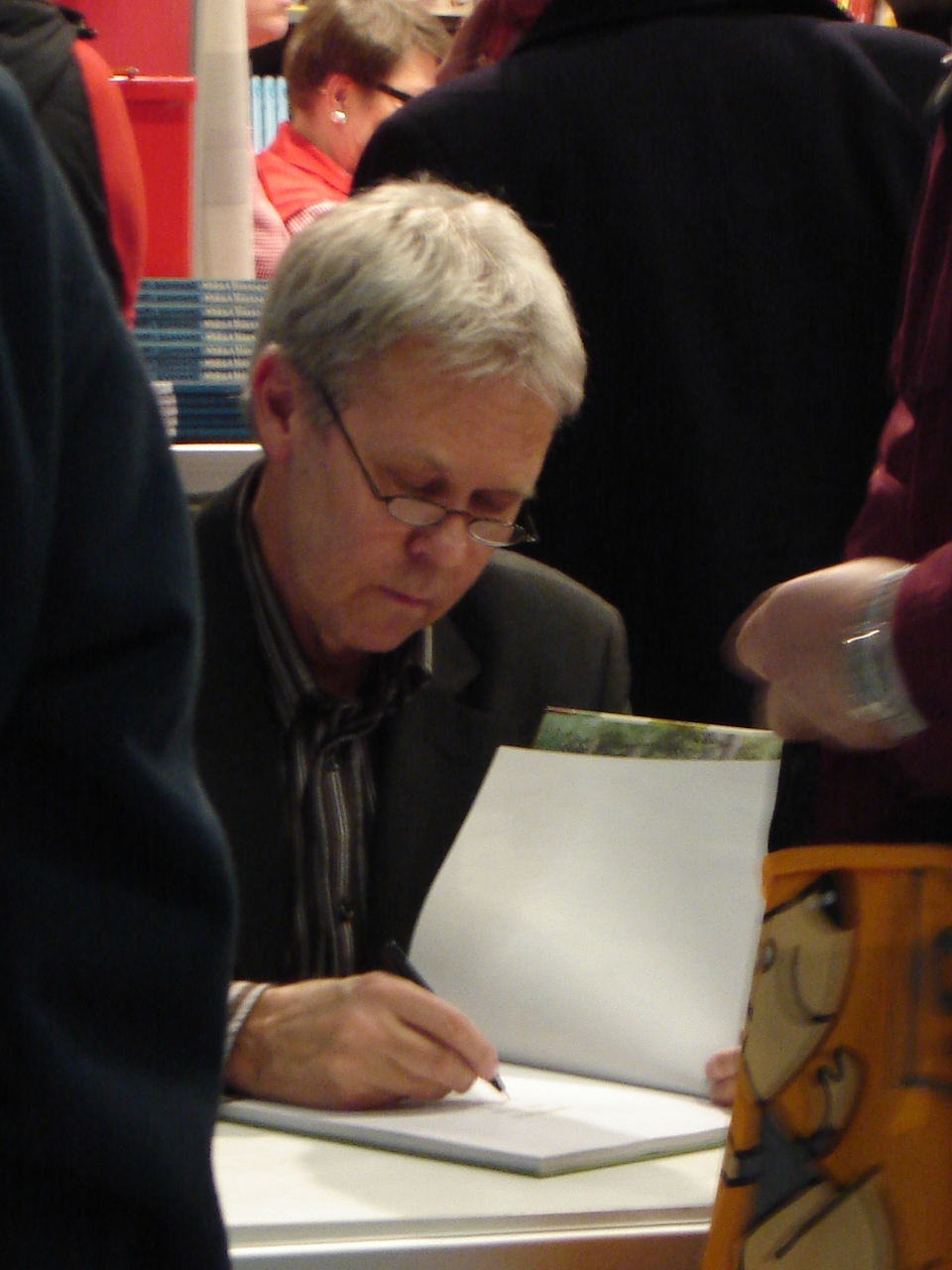
Mauri Kunnas
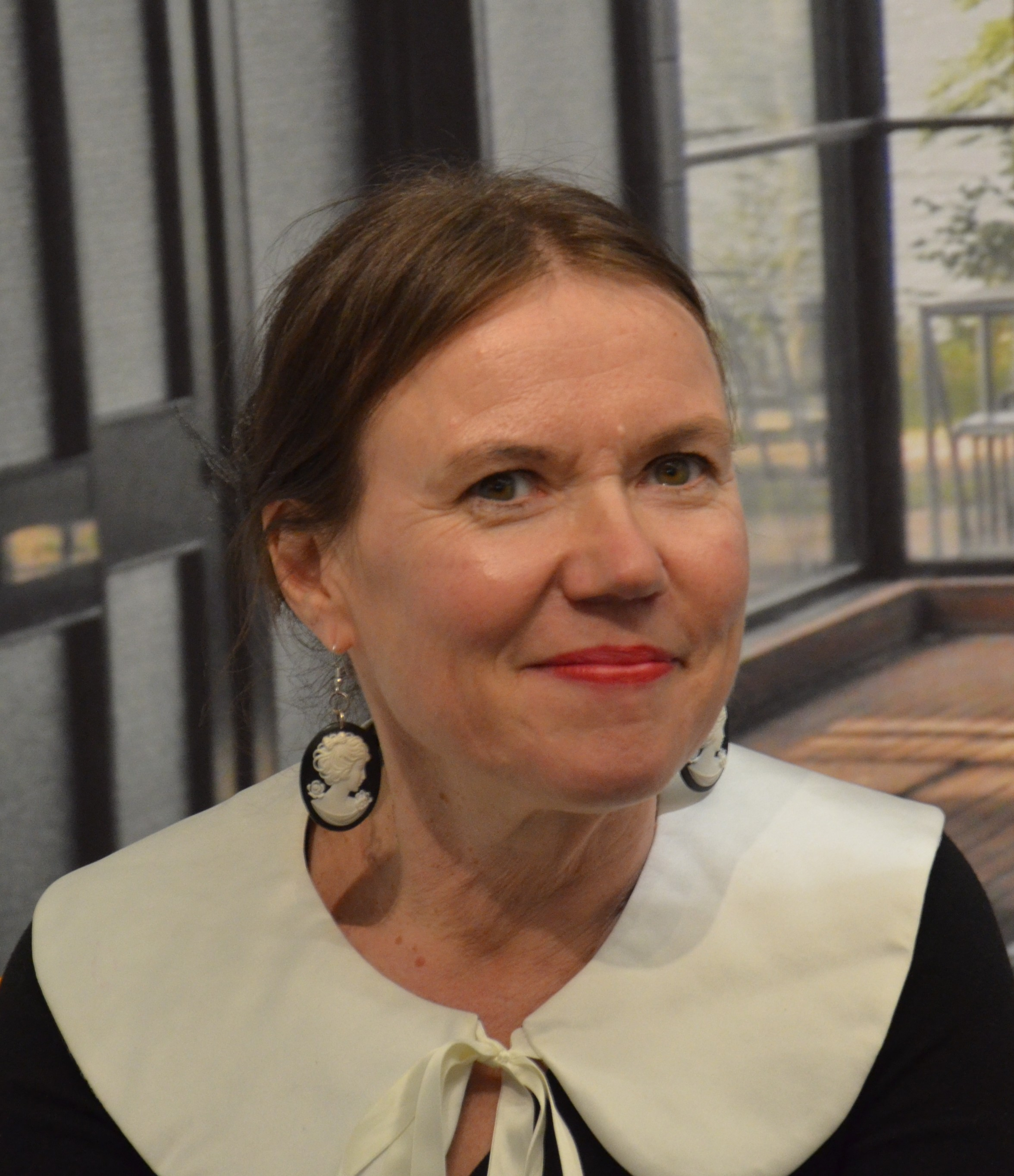
Rosa Liksom
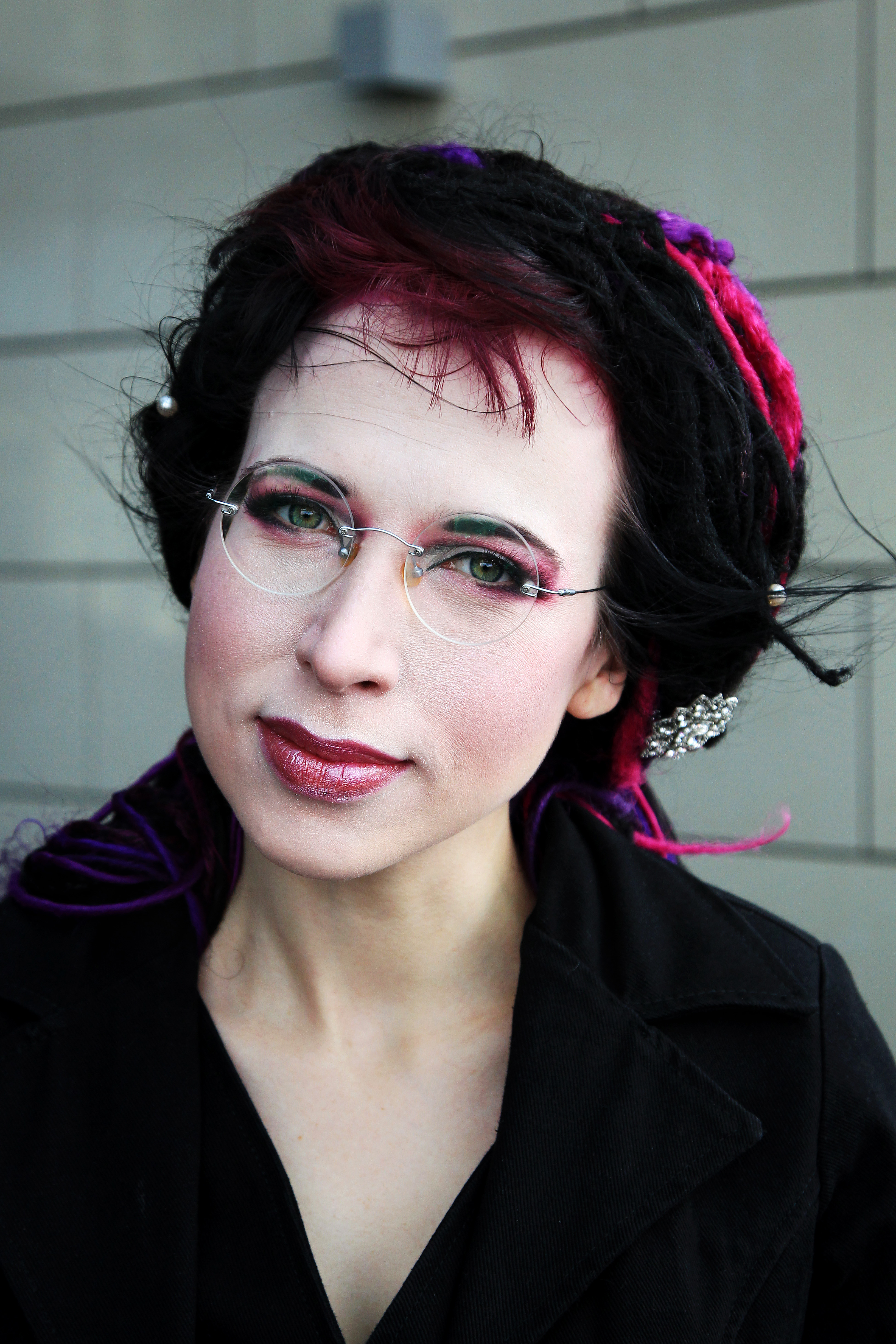
Sofi Oksanen

## Literatura finlandesa traduzida para português
A Sociedade Finlandesa de Literatura (em finlandês Suomalaisen Kirjallisuuden Seura e em sueco Finska Litteratursällskapet) regista, entre outras, as seguintes obras literárias finlandesas traduzidas para português:

- O palácio de inverno (Paavo Haavikko) [13]
- O cometa na terra dos Mumins (Tove Jansson) [14]
- Beatles com a (Mauri Kunnas) [15]
- Os paraísos do Caminho Vazio (Rosa Liksom) [16]
- Soldados desconhecidos (Väinö Linna) [17]
- Kalevala : O poema épico finlandês (Elias Lönnrot) [18]
- Expurgo ou A Purga (Sofi Oksanen) [19]
- Um aprazível suicídio em grupo (Arto Paasilinna) [20]
- O romano (Mika Waltari) [21]